# McIntosh County (Georgie)
McIntosh je okres (county) amerického státu Georgie založený v roce 1793. Správním střediskem je město Darien. Leží na jihovýchodě Georgie, u pobřeží Atlantského oceánu.
Je jedním ze 3 okresů tohoto jména v USA.

## Sousední okresy
- sever – Liberty County
- severozápad – Long County
- západ - Wayne County
- jih – Glynn County